# التلميذة (فلم)
التلميذة فيلم مصري تم إنتاجه عام 1961، من إخراج حسن الإمام وبطولة شادية وحسن يوسف.

## تمثيل
- شادية
- حسن يوسف
- أمينة رزق
- فؤاد المهندس
- آمال فريد
- علوية جميل
- نيللي مظلوم
- فاخر فاخر
- زينب صدقي
- إبراهيم عمارة

## أغاني الفيلم
- سونه ياسنسن
- فوق ياقلبي

## روابط خارجية
- التلميذة على موقع IMDb (الإنجليزية)
- التلميذة على موقع قاعدة بيانات الفيلم (الإنجليزية)
- التلميذة على موقع ليتربوكسد (الإنجليزية)
- التلميذة على موقع كينوبويسك (الروسية)